# Marie Mahrová
| Odkryte planetoidy: 4 | Odkryte planetoidy: 4 |
| --------------------- | --------------------- |
| (3492) Petra-Pepi     | 16 lutego 1985        |
| (3899) Wichterle      | 17 września 1982      |
| (4112) Hrabal         | 25 września 1981      |
| (4567) Bečvář         | 17 września 1982      |

Marie Mahrová (ur. w 1947) – czeska astronom. Pracowała w Obserwatorium Kleť, gdzie w latach 1981–1985 odkryła 4 planetoidy.